# Ґудбраннсдалсуст
Ґудбраннсдалсуст (норв. gudbrandsdalsost, іноді Ґудбраннсдален) — сорт бруноста, коричневого норвезького сиру, що походить із долини Ґудбраннсдал у Норвегії. Готується із коров'ячої сироватки (myse), сметани (fløte), коров’ячого молока (melk) і 10 % козячого молока (geitmelk)
Сир світло-коричневого кольору і має карамельний смак, який пояснюється способом приготування: молоко готується, поки цукри, що містяться в ньому, не карамелізуються і сир не буде мати свої своєрідні властивості.
Сир ріжуть на шматочки і їдять із пшеничним хлібом; особливо добре цей солодкий сир поєднується з мармеладом із червоних фруктів.
У рік виробляють 12 000 т бруноста, з яких половину становить Гудбраннсдалсост. Компанії Tine і Сюнневе Фінден володіють правами на виробництво цього сиру. Компанія TINE випускає сир під маркою ski Queen.
Перша згадка про цей сорт сиру у 1860-х роках. У 1933 році мешканка долини Анне Гув (їй було 87 років) отримала королівську медаль за вигаданий нею в молодості бруност. Цей сорт сиру — один із типових норвезьких продуктів.